# Porthcurno
 (octobre 2022).
Le contenu est difficilement compréhensible vu les erreurs de traduction, qui sont peut-être dues à l'utilisation d'un logiciel de traduction automatique.

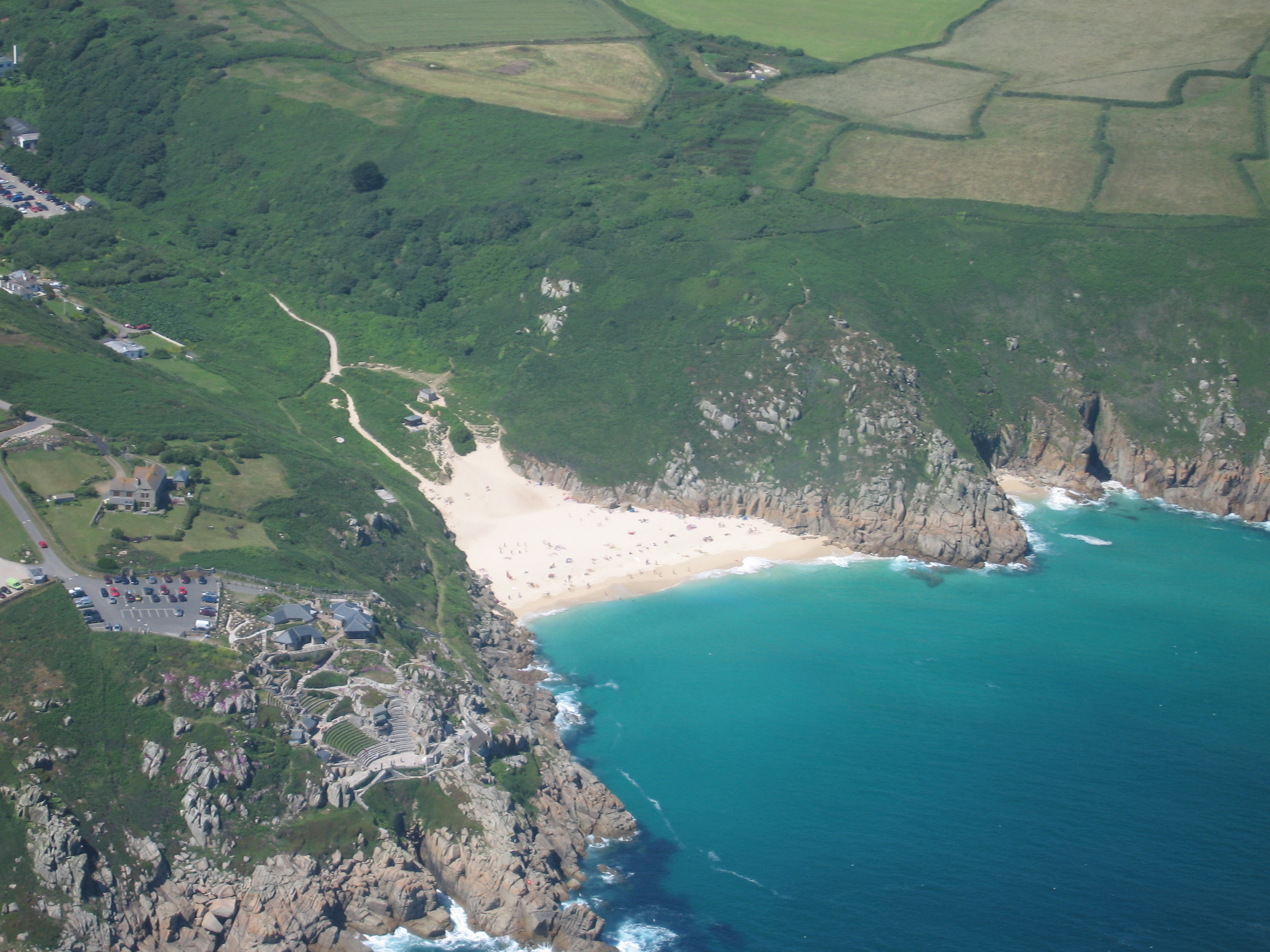
Photo aérienne de Porthcurno en juillet 2005

Porthcurno (cornique : Porthkornow, Porthcornow, signifiant « crique du pinnacle », voir ci-dessous) est un petit village couvrant une petite vallée et une plage sur la côte sud des Cornouailles, en Angleterre, au Royaume-Uni. C'est la principale colonie d'une paroisse civile et ecclésiastique, toutes deux nommées St Levan, qui comprennent Porthcurno, le diminutif St Levan lui-même, Trethewey et Treen.
Il est centré 6,6 milles (10,6 km) à l'ouest de la voie ferrée, du marché et de la station balnéaire de Penzance et 2,5 milles (4 km) de Land's End, le point le plus à l'ouest du continent anglais. L'accès routier se fait par l'extrémité nord de la vallée le long d'un long cul-de-sac avec de courtes branches au large de la B 3283 et des terres traditionnellement associées au village, y compris sa plage, se trouvent sur le South West Coast Path.